# Mặc Kỳ Tiết
Mặc Kỳ Tiết (tiếng Trung: 万俟卨; 1083 – 1157), họ kép Mặc Kỳ, tên Tiết, tự Nguyên Trung (元忠 hoặc 元中), là Tể tướng Trung Quốc thời Nam Tống, nổi tiếng với vụ án Nhạc Phi.

## Thời Bắc Tống
Mặc Kỳ Tiết là người huyện Dương Vũ, phủ Khai Phong.
Năm 1112 thời Tống Huy Tông, Mặc Kỳ Tiết thi Thượng xá ở Thái học, đỗ Ất khoa, được bổ nhiệm làm Ân Châu Tư pháp Tòng quân sự, chưa đi thì lại được thuyên chuyển làm Giáo thụ trong trường Châu học ở Tướng Châu. Về kinh đô bàn giao, Mặc Kỳ Tiết được bổ nhiệm làm Giáo thụ trường Phủ học phủ Dĩnh Xương, sau đó làm Tuyên giáo lang, nhận chức Thái học lục.

## Thời Nam Tống
Tháng Giêng năm 1128 thời Tống Cao Tông, Mặc Kỳ Tiết được bổ nhiệm làm quan Biên tu Khu mật viện, lại làm Viên ngoại lang ở Tỉ bộ ti (bộ Hình). Mặc Kỳ Tiết chủ động xin làm cung quan, chủ quản cung Minh Đạo (明道宫) ở Bạc Châu, mục đích là để trốn ở khu vực Nguyên Tương nhằm né tránh chiến sự.
Đầu năm 1131, đạo tặc Tào Thành đánh phá vùng Kinh Hồ, Trình Xương Ngụ bèn tiến cử Mặc Kỳ Tiết tạm quản việc Nguyên Châu. Khi tặc quân tấn công, Mặc Kỳ Tiết triệu tập thổ hào trong thành tập hợp trai tráng phòng thủ, đẩy lui Tào Thành. Năm 1134, Tiết được bổ nhiệm làm Chuyển vận phán quan ở Hồ Bắc, đến năm 1137 thì làm Đề điểm hình ngục cùng lộ.
Năm 1140, Mặc Kỳ Tiết về trung ương, nhờ quy thuận Tần Cối mà từ Phán quan Chuyển vận ti lộ Hồ Nam trở thành Giám sát ngự sử. Trong một năm liên tục thăng chức từ Giám sát ngự sử thành Hữu Chính ngôn, Hữu Gián nghị đại phu rồi Ngự sử trung thừa. Tháng 7 năm 1141, khi giữ chức Gián nghị đại phu, Tiết nhận lời Tần Cối và Trương Tuấn (Trương Bá Anh), tiến hành buộc tội Nhạc Phi, vu khống con trai Phi là Nhạc Vân viết thư cho Trương Hiến nói dối việc quân để đe dọa triều đình, ép triều đình phải để Nhạc Phi ở lại nắm giữ quân đội. Cuối năm, Mặc Kỳ Tiết làm Ngự sử trung thừa, tiếp tục cáo buộc Nhạc Phi ở chiến trường Hoài Tây cố tình trì hoãn, không chịu tác chiến dẫn tới thất lợi, tội đáng phải chém. Trong ngục, bất chấp việc bị Mặc Kỳ Tiết dùng mọi loại hình phạt tra tấn dã man, Nhạc Phi vẫn không chịu khuất phục. Cuối cùng Nhạc Phi, Nhạc Vân, Trương Hiến bị Tống Cao Tông xử tử. Mặc Kỳ Tiết còn vu hãm Đại lý tự Thiếu khanh Tiết Nhân Phụ (薛仁輔), Đại lý tự thừa Lý Nhược Phác (李若樸), Hà Ngạn Du (何彥猷), Quận vương Triệu Sĩ Niểu (趙士㒟) vì nói tốt cho Nhạc Phi. Tiếp đó, Tiết lại cùng Tần Cối tiếp tục vu hại các quan viên chủ chiến, người đứng đầu là Tham tri chính sự Lý Quang bị lưu đày đến chết.
Năm 1142, Mặc Kỳ Tiết kiêm Thị độc, Toàn cung Án hành sứ, lại thăng chức Tham tri chính sự, sung làm Báo tạ sứ tham gia đàm phán với nhà Kim. Trương Tuấn (Trương Đức Viễn) bây giờ bị cách chức, ở lại Trường Sa, cũng bị Tiết vu hãm, may nhờ Ngô Bỉnh Tín làm chứng mà thoát nạn. Cuối năm, Mặc Kỳ Tiết tranh quyền với Tần Cối, bị trục xuất. Năm 1144, Ngự sử trung thừa Lý Văn Hội, Hữu Gián nghị đại phu Chiêm Đại Phương tố cáo Mặc Kỳ Tiết tham tiền mưu lợi làm hại đến quốc gia. Mặc Kỳ Tiết thấy thế bèn xin từ quan, nhưng Cao Tông không đồng ý, muốn cho Tiết đi địa phương khác trấn giữ. Tần Cối vô cùng tức giận, phái Cấp sự trung Dương Nguyện liệt kê tội trạng của Tiết, khiến Tiết bị bãi chức, giam lỏng ở Quy Châu, đến khi đặc xá thì chuyển đến Nguyên Châu.
Năm 1155, Tần Cối chết, Mặc Kỳ Tiết được Cao Tông triệu hồi, bổ nhiệm làm Tham tri chính sự, không lâu được bổ nhiệm làm Thượng thư Hữu bộc dạ, đứng hàng Tể tướng. Mặc Kỳ Tiết tiếp tục đi theo chủ trương cầu hòa của Tần Cối, khiến nhiều người thất vọng. Trương Tuấn (Đức Viễn) nói thẳng, bị Tiết buộc tội lưu đày. Có người đề nghị khôi phục lại quan tước cho Nhạc Phi, Mặc Kỳ Tiết lấy cớ sợ mất lòng nước Kim mà bác bỏ. Năm 1157, Mặc Kỳ Tiết chết, thọ 75 tuổi, ban thụy là Trung Tĩnh (忠靖).

## Trong văn hóa
Mặc Kỳ Tiết được đúc tượng quỳ ở mộ Nhạc Phi cùng với vợ chồng Tần Cối và Trương Tuấn (Bá Anh).